# Birk Ruud
Pour les articles homonymes, voir Ruud.
Birk Ruud, né le 2 avril 2000 à Bærum, est un skieur acrobatique norvégien.

## Carrière
Birk Rudd est sacré champion olympique de big air lors des Jeux olympiques de 2022 à Pékin.

## Palmarès

### Jeux olympiques
- Médaillé d'or en big air lors des Jeux olympiques de 2022.

### Championnats du monde
- Aspen - Mondiaux 2019 :
  -  Médaillé d'argent en slopestyle.
- Bakuriani - Mondiaux 2023 :
  -  Médaillé d'or en slopestyle.
  -  Médaillé de bronze en big air.
- Engadine - Mondiaux 2025 :
  -  Médaillé d'or en slopestyle.
  -  Médaillé de bronze en big air.

### Coupe du monde
- 2 gros globes de cristal :
  - Vainqueur du classement Freeski Park & Pipe en 2022 et 2023.
- 2 petit globes de cristal :
  - Vainqueur du classement slopestyle en 2023.
  - Vainqueur du classement big air en 2020.
  - (Vainqueur du classement big air en 2021 et 2023 sans petit globe de cristal décerné avec seulement une et deux épreuves.)
- 24 podiums dont 15 victoires.

| Saison / Épreuve | Big air                    | Slopestyle                        | Total |
| ---------------- | -------------------------- | --------------------------------- | ----- |
| 2016-2017        | Voss                       |                                   | 1     |
| 2018-2019        | Modène                     |                                   | 1     |
| 2019-2020        | Pékin                      | Alpe de Siusi                     | 2     |
| 2020-2021        | Kreischberg                |                                   | 1     |
| 2021-2022        |                            | Stubaital Tignes Silvaplana       | 3     |
| 2022-2023        | Silvaplana Copper Mountain | Stubaital Mammoth Mountain Tignes | 5     |
| 2022-2023        |                            | Laax                              | 1     |
| 2024-2025        |                            | Laax                              | 1     |
| Total            | 6                          | 9                                 | 15    |

### X Games
- Médaillé d'or en big air lors des Winter X Games XXIII en 2019 à Aspen.
- Médaillé d'argent en big air lors des Winter X Games XXIV en 2020 à Aspen.